# Gråryggsbrokmal
Gråryggsbrokmal, Mompha lacteella, är en fjärilsart som beskrevs av James Francis Stephens, 1834. Gråryggsbrokmal ingår i släktet Mompha och familjen brokmalar, Momphidae. Arten är reproducerande i Sverige. Inga underarter finns listade i Catalogue of Life.

## Bildgalleri

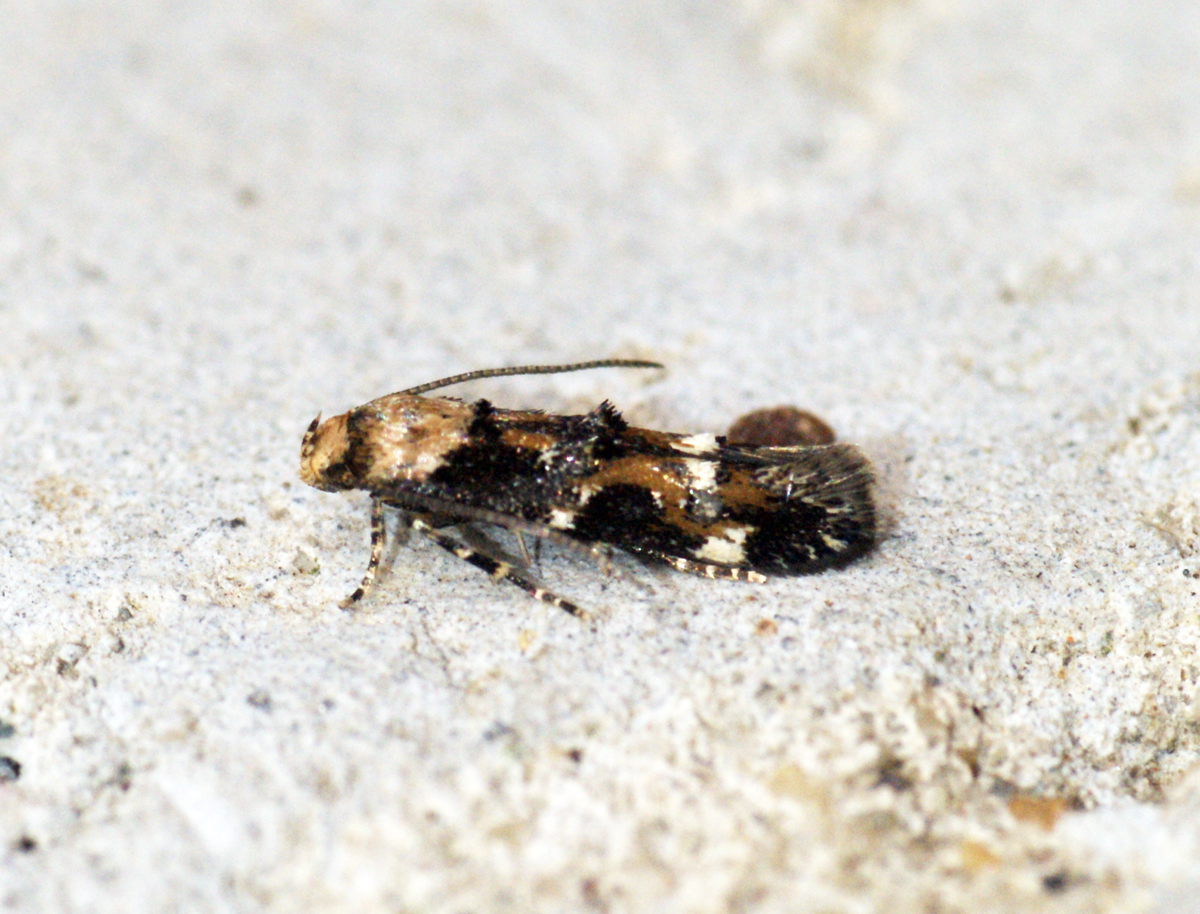
Imago fjäril
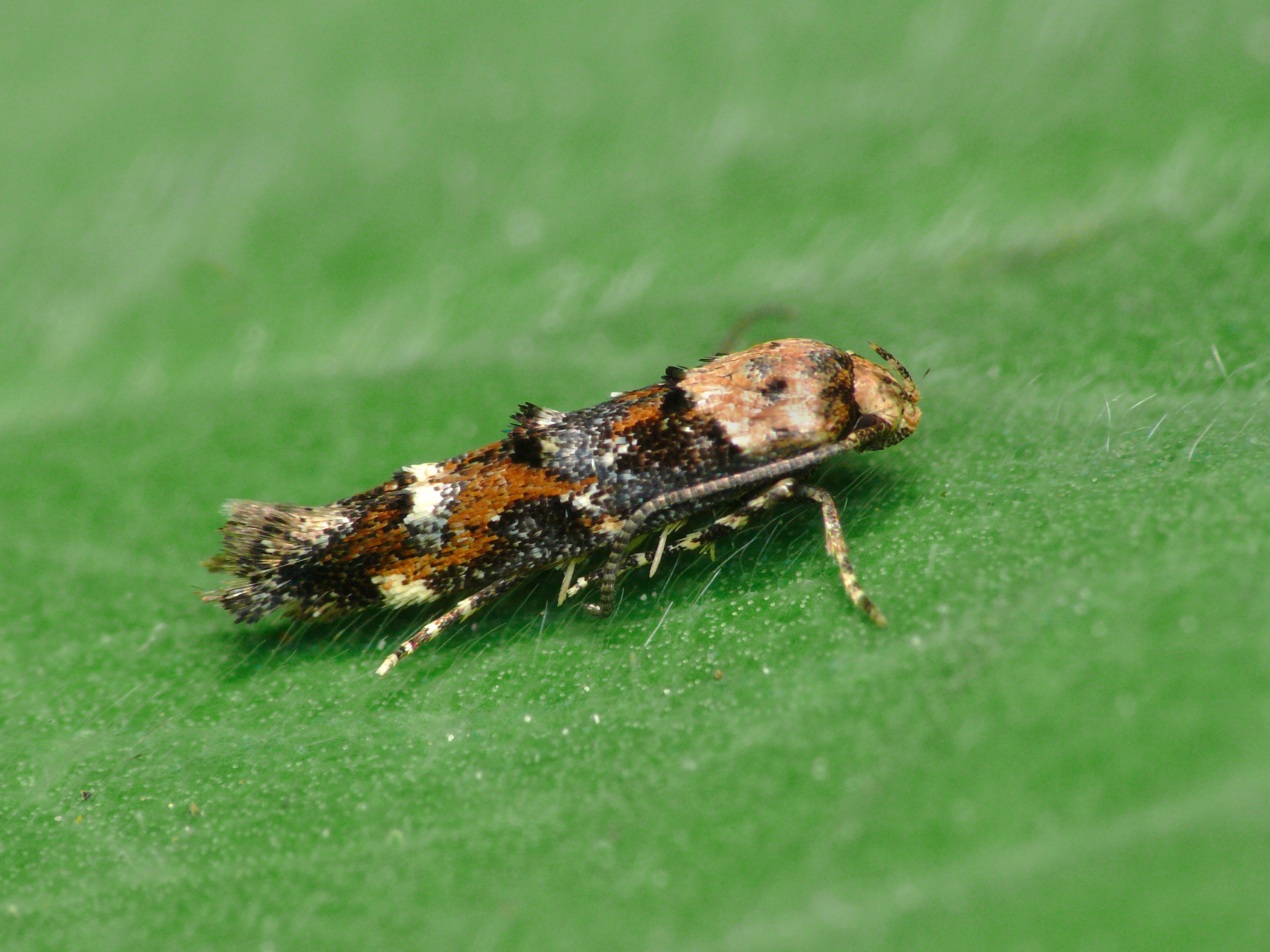
Imago fjäril
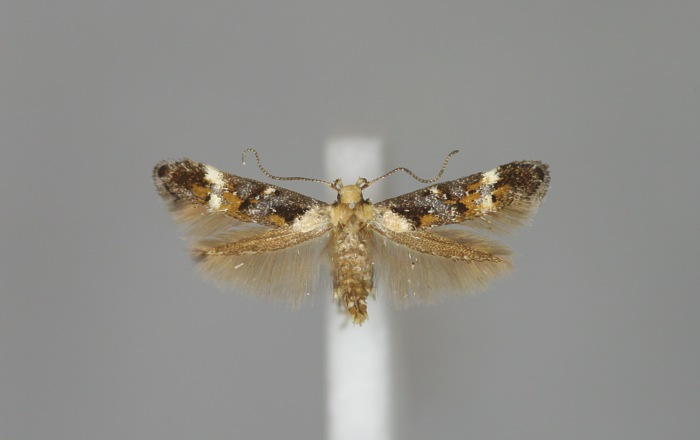
Insamlat och preparerat djur
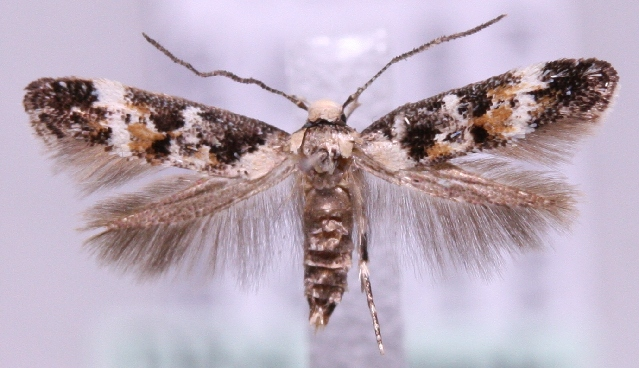
Insamlat och preparerat djur